# Hermogen (Kożyn)
Hermogen, imię świeckie Wasilij Iwanowicz Kożyn (ur. 1880, zm. 19 maja 1954 w Krasnodarze) – rosyjski biskup prawosławny.

## Życiorys
Ukończył Dońskie Seminarium Duchowne. W 1907, jako mężczyzna żonaty, został wyświęcony na diakona, zaś rok później na kapłana. Służył w parafiach w stanicach kozackich. W 1912 podjął studia w Kazańskiej Akademii Duchownej, którą w 1916 zakończył jako kandydata nauk teologicznych. W 1917 uzyskał tytuł naukowy magistra nauk teologicznych. Od 1916 do 1918 wykładał teologię w instytucie politechnicznym w Nowoczerkasku. W 1917, jako delegat duchowieństwa kozactwa dońskiego uczestniczył w Soborze Lokalnym Rosyjskiego Kościoła Prawosławnego. Rosyjską wojnę domową przeżył w Nowoczerkasku.
W 1922 przystąpił do ruchu Żywej Cerkwi. W 1930, pozostając w związku małżeńskim, przyjął w ruchu odnowicielskim chirotonię biskupią z rąk liderów Żywej Cerkwi, metropolity Aleksandra i metropolity Beniamina. Otrzymał tytuł biskupa tiemriukowskiego, wikariusza eparchii kubańskiej, następnie biskupa mozdockiego (nadal wikariusza). W 1932 został ordynariuszem eparchii kubańskiej, w tym samym roku został podniesiony do godności arcybiskupiej. Od grudnia 1935 nosił tytuł metropolity północnokaukaskiego i stawropolskiego, de facto już od 1931 zarządzał wszystkimi organizacjami Żywej Cerkwi na Północnym Kaukazie. Według wspomnień biskupa Sergiusza (Łarina) był wielkim przeciwnikiem mnichów, wypędzał z terytorium swojej eparchii duchownych Rosyjskiego Kościoła Prawosławnego i pisał przeciwko nim pamflety. Wykazywał przy tym znaczne zdolności administracyjne.
W końcu lat 30. XX wieku władze radzieckie przeprowadziły niemal całkowitą likwidację struktur Rosyjskiego Kościoła Prawosławnego oraz innych związków wyznaniowych, w tym lojalnej wobec komunistów Żywej Cerkwi. W odróżnieniu jednak od większości duchownych, Wasilij Kożyn został w 1936 jedynie aresztowany na siedem miesięcy, a następnie zwolniony.
W kwietniu 1945 duchowny złożył akt pokutny przed patriarchą Aleksym I i został przyjęty do Rosyjskiego Kościoła Prawosławnego jako protoprezbiter. Jego małżonka zmarła wcześniej; w związku z tym Wasilij Kożyn złożył wieczyste śluby mnisze, przyjmując imię Hermogen. 18 kwietnia 1946 miała miejsce jego chirotonia biskupia, przeprowadzona przez patriarchę Aleksego I, biskupa możajskiego Makarego oraz kriwogradzkiego Sergiusza. Biskup Hermogen objął zarząd eparchii kazańskiej. W czasie kierowania przez niego eparchią doszło do otwarcia kilku świątyń, dotąd niedostępnych dla kultu. Biskup Hermogen był również odpowiedzialny za ponowną organizację moskiewskiego seminarium duchownego i Moskiewskiej Akademii Duchownej. W 1948 otrzymał godność arcybiskupią, zaś w 1949 za całokształt prac otrzymał tytuł naukowy doktora teologii.
W 1949 przeniesiony na katedrę krasnodarską i kubańską. Pięć lat później otrzymał godność biskupa Aleutów i Ameryki Północnej. Zmarł w tym samym roku, 19 maja 1954, w czasie urlopu, jaki spędzał w Krasnodarze. Tam też został pochowany w katedralnym soborze.